# Землетрясение на Гаити (2010)
Землетрясение на Гаити 2010 года — стихийное бедствие с большим числом жертв, произошедшее 12 января в 16 часов 53 минуты по местному времени (UTC-5). Эпицентр землетрясения находился в 22 км к юго-западу от столицы Республики Гаити Порт-о-Пренс, гипоцентр на глубине 13 км. После основного толчка магнитудой 7 было зарегистрировано множество повторных толчков, из них 15 с магнитудой более 5.
Землетрясение на Гаити стало результатом движения земной коры в зоне контакта Карибской и Северо-Американской литосферных плит. Последний раз землетрясение такой разрушительной силы произошло на Гаити в 1751 году.
По официальным данным на 18 марта 2010 года число погибших составило 222 570 человек, получивших ранения — 311 тыс. человек, пропавших без вести 869 человек. Материальный ущерб оценивается в 5,6 млрд евро.
Фидель Кастро в феврале того же года назвал землетрясение «самой большой трагедией, происшедшей на нашем полушарии».

## Последствия
В день землетрясения в столице Гаити Порт-о-Пренсе были разрушены тысячи жилых домов и практически все больницы. Без крова осталось около 3 миллионов человек. Были также разрушены Национальный дворец, здания Министерства финансов, Министерства общественных работ, Министерства связи и культуры и кафедральный собор.
Столица страны Порт-о-Пренс (население 2,5 млн человек) была опустошена землетрясением, остальные районы страны пострадали мало.

### 13 января
По первоначальному заявлению президента Гаити Рене Преваля, сделанному 13 января, ориентировочное число погибших могло составлять 30 тысяч человек. Премьер-министр Гаити Жан-Макс Бельрив заявил, что общее число погибших может превысить сто тысяч человек. Некоторые источники приводили число полмиллиона человек.
Погибли 49 сотрудников миссии ООН по стабилизации ситуации на Гаити (MINUSTAH), в том числе глава миссии тунисский дипломат Хеди Аннаби (фр. Hédi Annabi), ещё около 300 человек числятся пропавшими без вести. Миссия ООН была создана в Гаити в 2004 году после беспорядков в этой стране. В состав миссии входят 9000 человек, в основном солдаты и полицейские. Сотрудники МВД России, входящие в миссию, в ходе землетрясения не пострадали.
Среди погибших — организатор многих благотворительных программ для обездоленных детей, бразильский педиатр Зилда Арнс. Погибли также архиепископ Порт-о-Пренса Жозеф Серж Мьо, лидер оппозиции Мишель Гайяр и бывший депутат канадского парламента Серж Марсель. Сообщалось о гибели министра юстиции Гаити Поля Дени, но впоследствии его гибель не подтвердилась. Среди погибших — граждане Аргентины, Бразилии, Китая, Иордании, Ватикана и других стран.
Водопроводы в городе были разрушены, имелись проблемы с доступом к свежей воде. Дороги были перегорожены завалами. В городе были зафиксированы случаи мародёрства. Трупы погибших складывались на тротуарах и обочинах дорог и свозились на грузовиках в центральный госпиталь, у морга которого скопилось 1500 трупов. Здание тюрьмы было повреждено, и заключённые бежали оттуда.

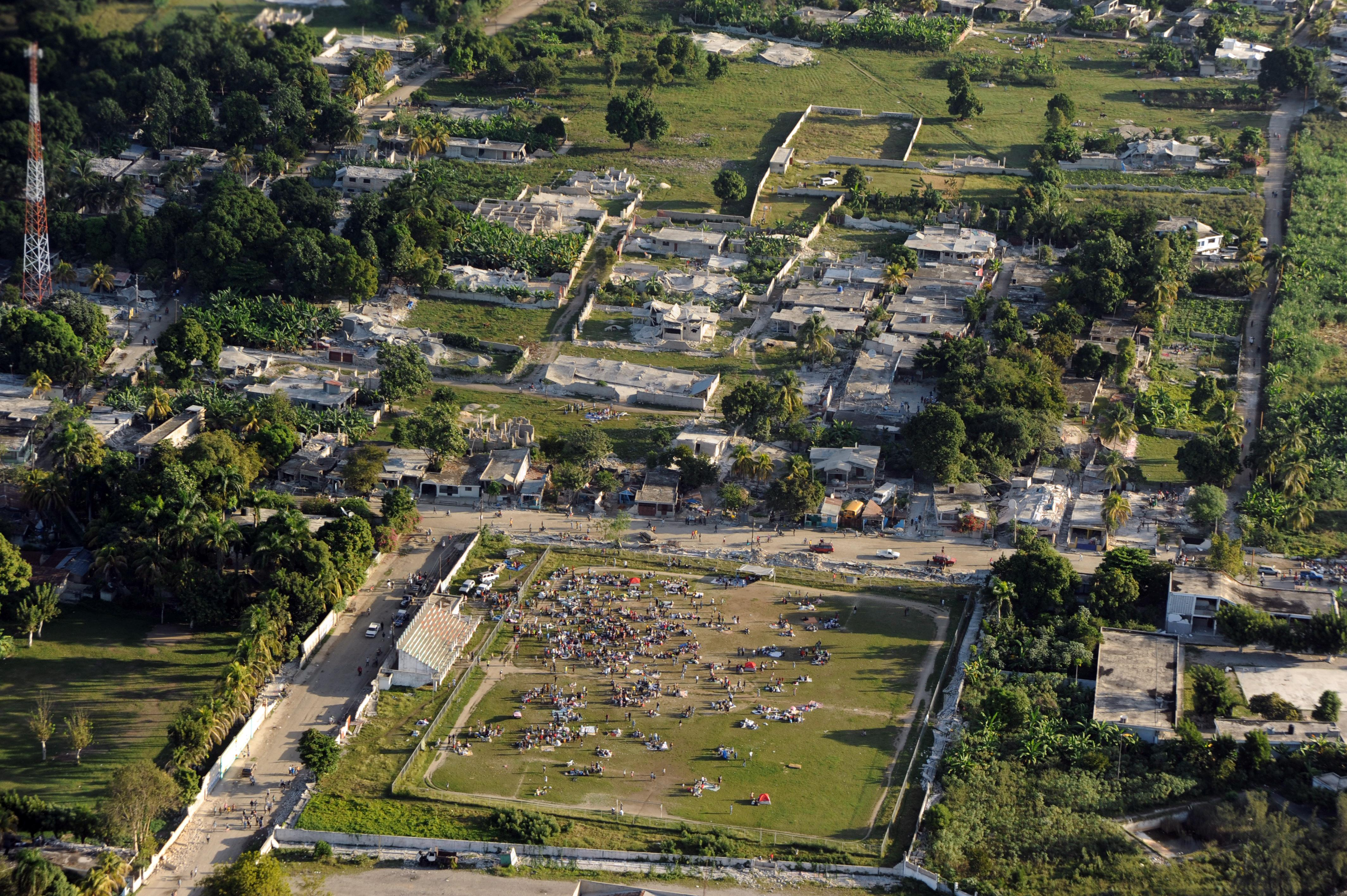
Разрушения в Порт-о-Пренсе
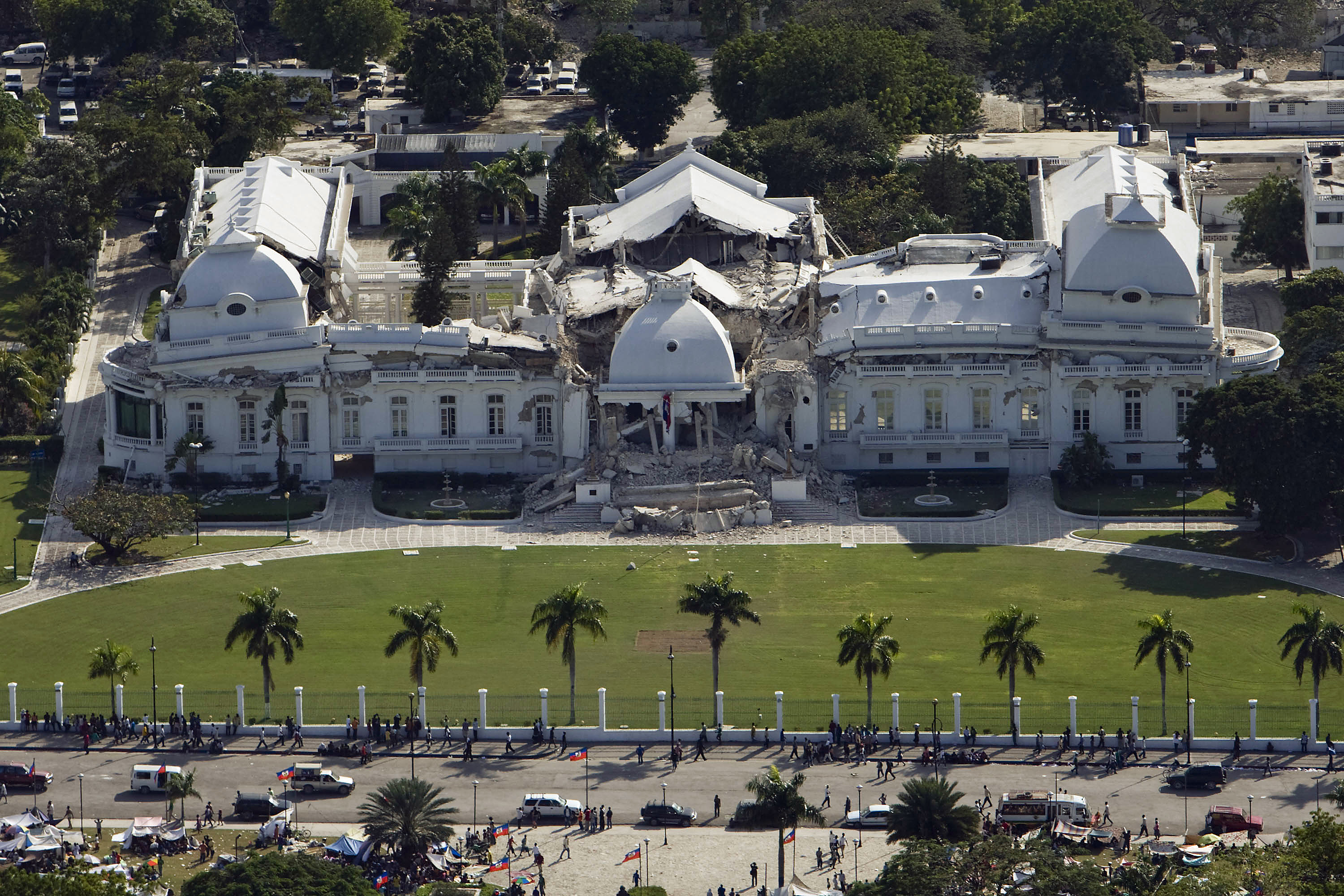
Президентский дворец после землетрясения
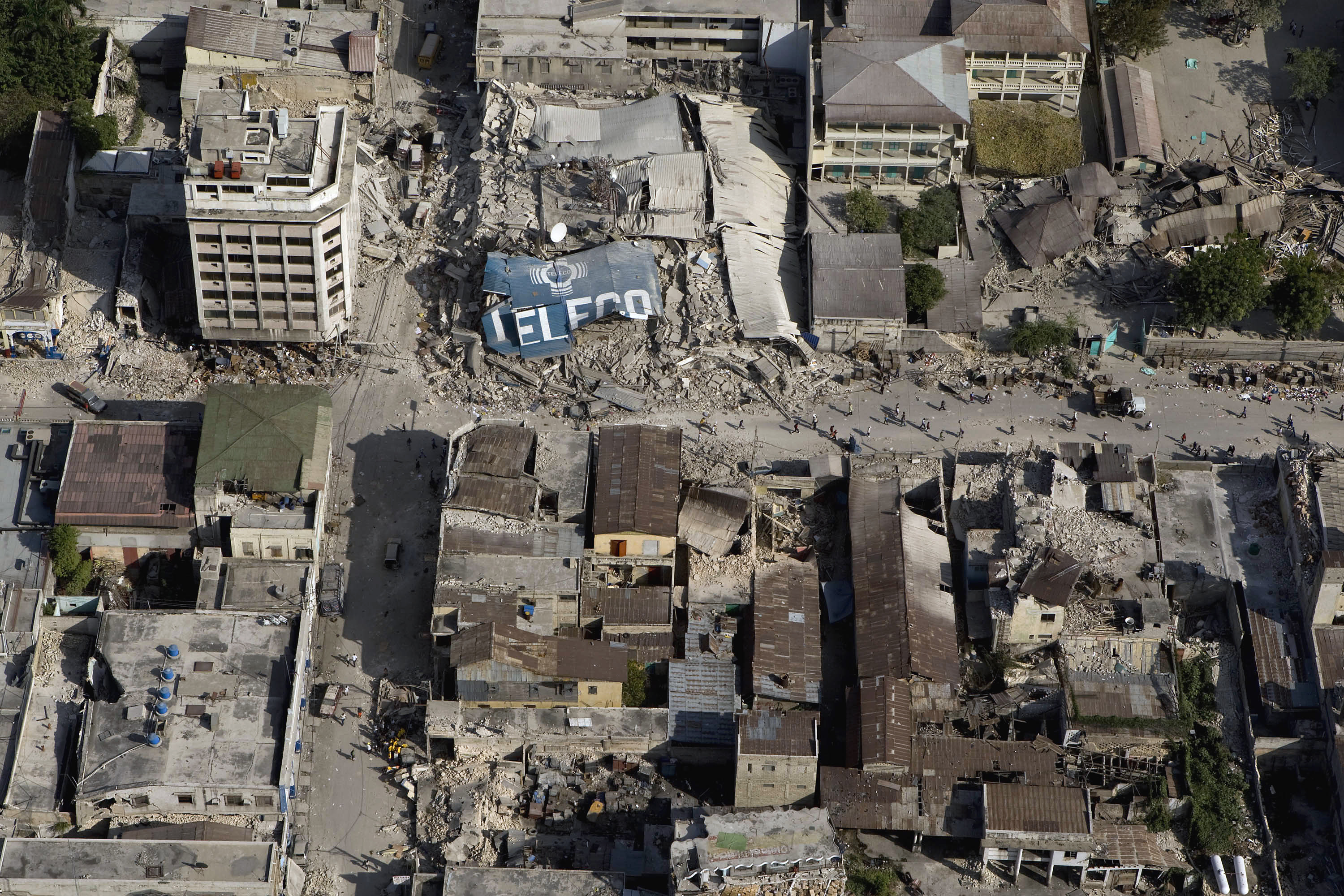
Разрушенный центр города Порт-о-Пренс
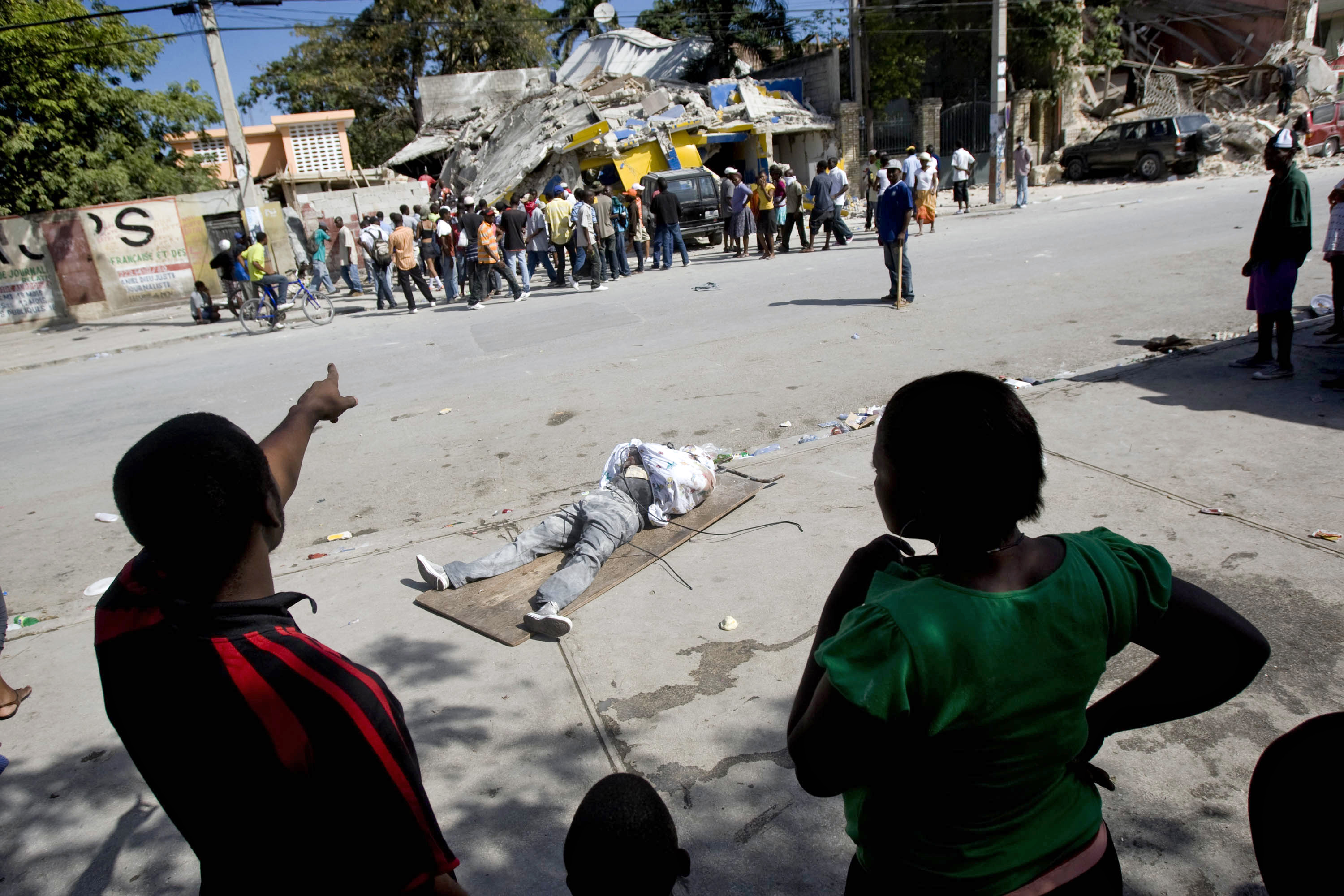
Жители Порт-о-Пренс смотрят на труп, извлечённый из-под обломков школы
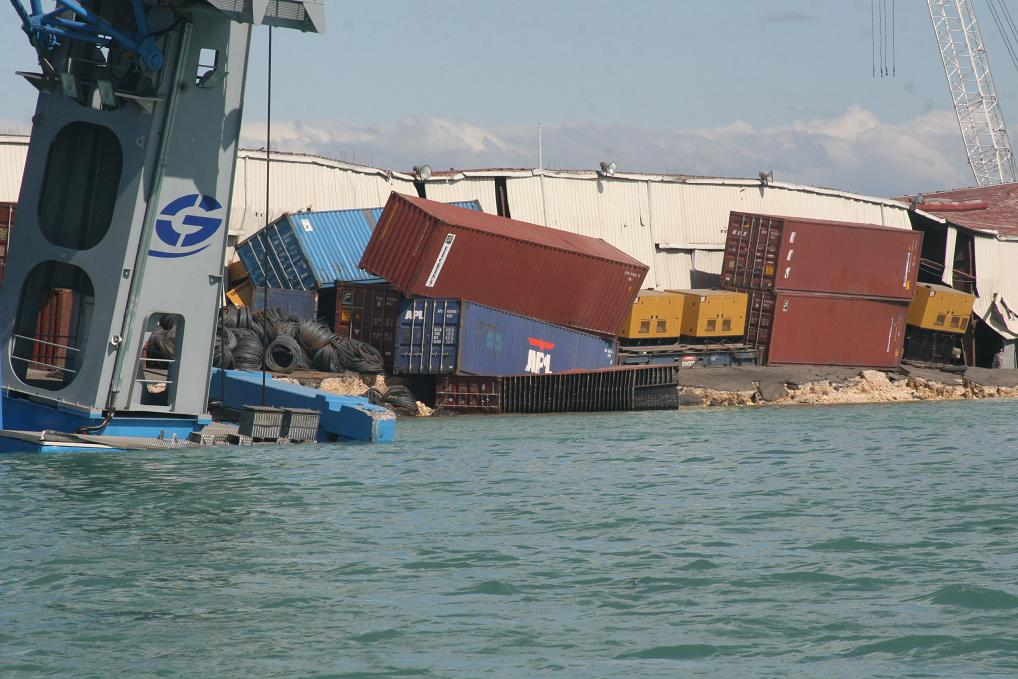
Разрушения в порту Порт-о-Пренса
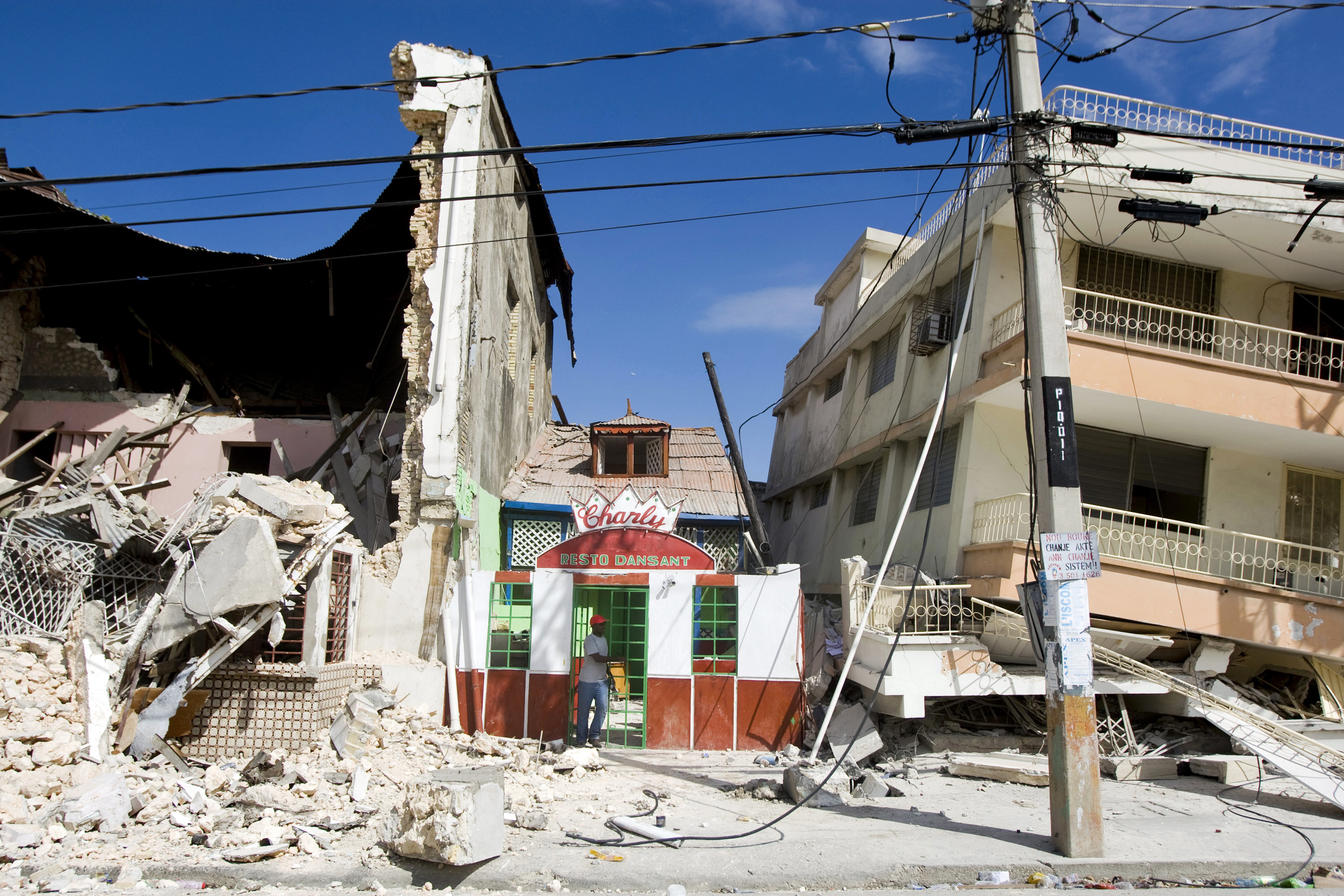
Житель Гаити выходит из разрушенного ресторана
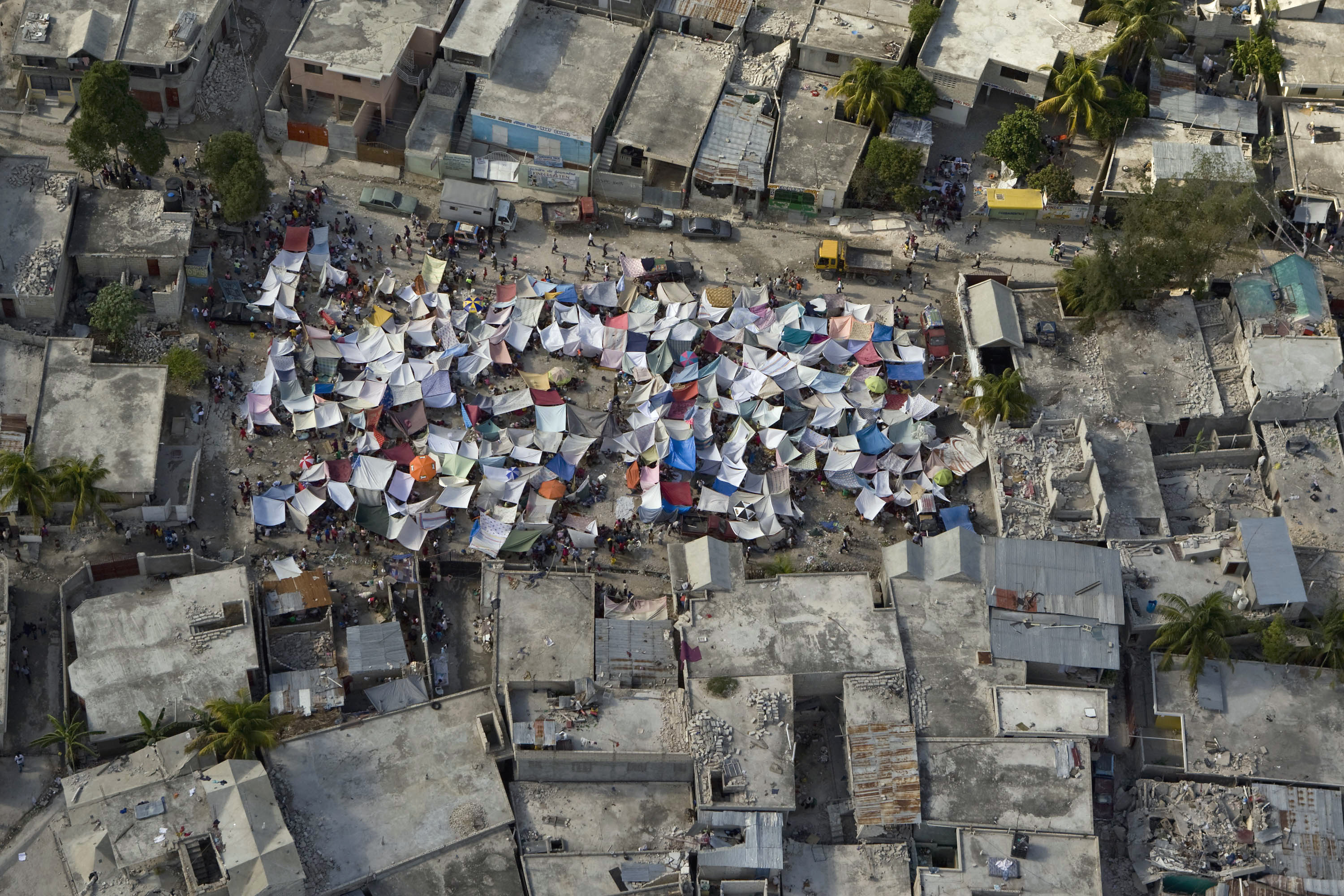
Повсеместно возникают стихийные палаточные городки, так как местные жители боятся возвращаться в дома
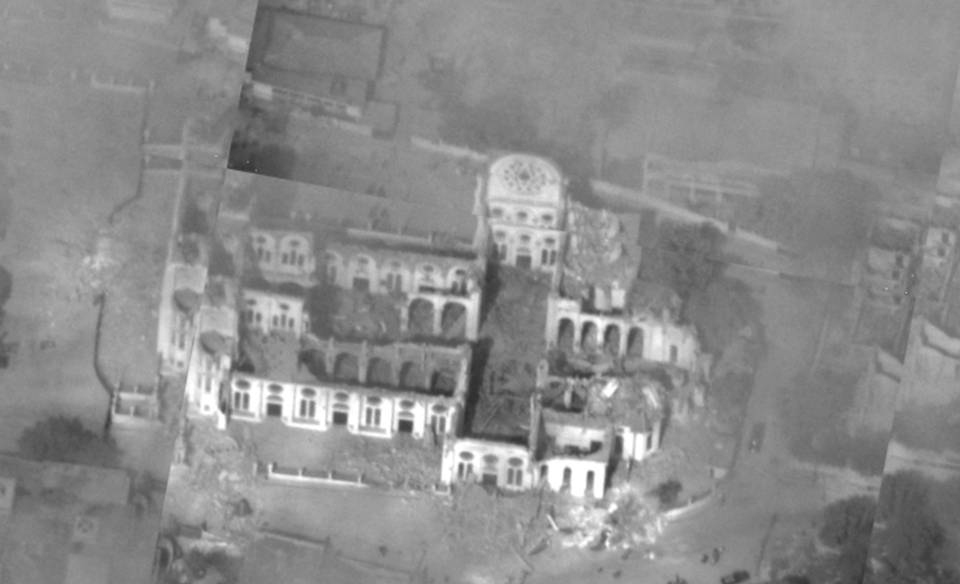
Снимок разрушенного храма с разведывательного БПЛА Global Hawk

## Спасательные работы

### 12—14 января
После землетрясения только аргентинский полевой госпиталь при миссии ООН продолжил работу. Все остальные госпитали были разрушены или пострадали в результате землетрясения. Госпиталь не справлялся с огромным количеством раненых. Более 800 раненых были прооперированы. Тяжелораненые доставлялись на вертолётах в Санто-Доминго, столицу соседней Доминиканской республики. В отсутствии тяжёлой техники люди пытались разобрать завалы руками и подручными средствами.
По сообщению корреспондента Би-би-си, находившегося на месте событий, в одном из госпиталей и рядом с ним находились более сотни трупов, сложенных прямо в коридорах, что создавало невыносимый запах. Непосредственно там же скопилось множество раненых, ожидавших помощи, горстка докторов пыталась помочь им. Люди с тяжёлыми травмами часами ожидали своей очереди, не получая никакой первой помощи, среди них были дети.

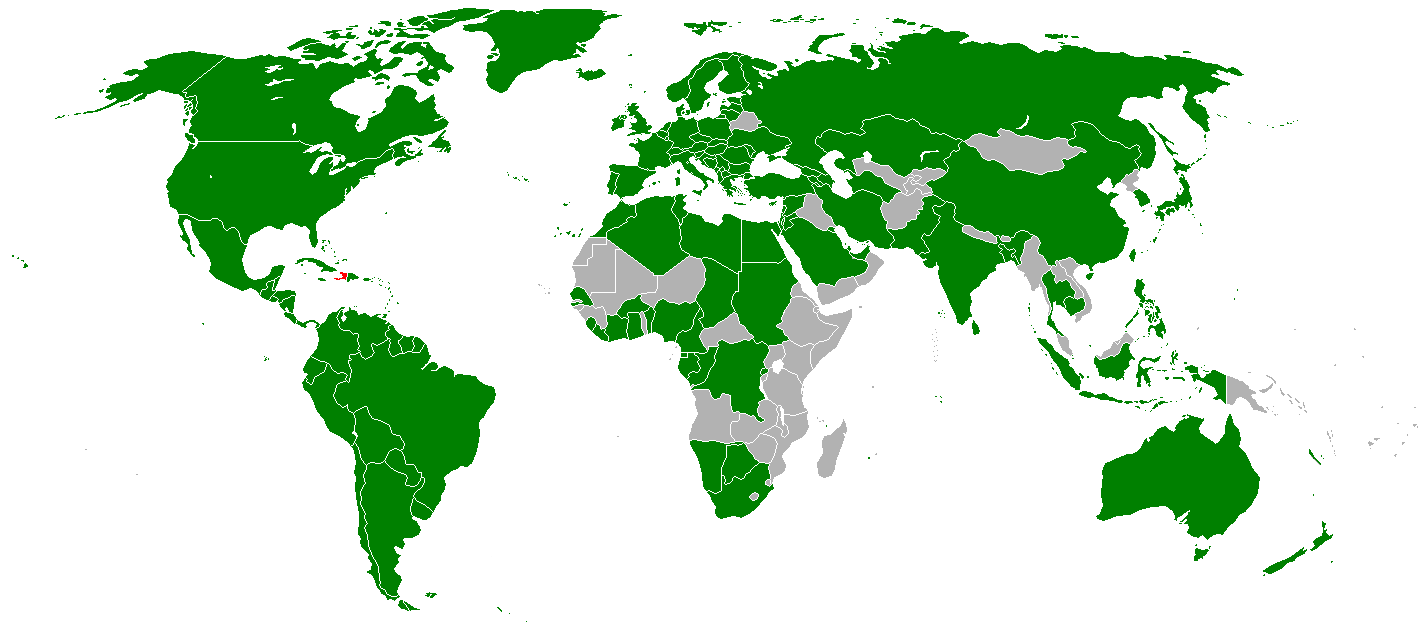
Страны, пославшие спасателей, медперсонал и/или выделившие финансовую и гуманитарную помощь для Гаити.

США, Канада, Франция, Испания, Украина, Куба, Бразилия, Венесуэла, Израиль, Азербайджан, Исландия, Китай, Тайвань, Россия, Япония, Великобритания, Турция, Бахрейн, Иордания, Греция, Катар, Армения, Бельгия, Германия, Италия, Норвегия, Польша, Швеция, Швейцария, Португалия, Мексика, Ямайка, Доминиканская республика, Колумбия, Уругвай, Перу и Филиппины[уточнить] послали на Гаити команды спасателей, медиков и грузы гуманитарной помощи. Первые самолёты с помощью стали прибывать на Гаити 13 января. Аэропорт Порт-О-Пренса действовал, несмотря на разрушение башни аэродромного диспетчерского поста, и принимал самолёты. К берегам Гаити были направлены корабли ВМС США.
Прибытие грузов и спасательных команд затруднялось тем, что аэропорт не справлялся с большим количеством прибывающих самолётов, в нём также не хватало горючего для их дозаправки. Портовые сооружения Порт-о-Пренса сильно пострадали при землетрясении, и разгрузка кораблей была осложнена. Дороги страны пострадали от завалов и были заполнены беженцами. Всё это тормозило начало спасательных работ, в то время как срок, в который ещё можно было извлечь людей из-под завалов, истекал.

### 15 января
По оценкам Гаитянского Красного Креста, приведённым в этот день, в ходе землетрясения погибло от 45 000 до 50 000 человек.
Доставка помощи на Гаити по-прежнему была осложнена. Жители Порт-о-Пренса сообщали, что пока не видят никакой реальной помощи, несмотря на информацию по радио о её поступлении.
Для разбора завалов на место катастрофы были направлены вооружённые силы США: 3500 солдат и 2200 морских пехотинцев.
Утром по московскому времени в Доминиканской Республике совершил посадку последний самолёт с российскими спасателями. Спустя некоторое время они извлекли из-под завалов двух человек — мужчину и женщину. На острове работает с перебоями как сотовая, так и проводная связь, нет электричества, есть проблемы с координацией действий властей.
По словам корреспондента Би-би-си в Порт-о-Пренсе, выжившие после землетрясения гаитяне массово умирали от острой нехватки чистой воды, продовольствия, медикаментов и врачебной помощи. На улицах скопилось так много тел погибших, что их начали убирать бульдозерами. Среди местных жителей нарастало чувство злости и отчаяния. Из-за разложения тысяч трупов и антисанитарных условий существует опасность массовой эпидемии. Люди в городе закрывают носы тканью из-за запаха разложения. Из-под развалин по-прежнему слышны крики пострадавших. В отсутствие тяжёлой техники, жители города пытаются разгрести завалы руками. Происходили повторные подземные толчки малой силы, люди боятся заходить в сохранившиеся дома и ночуют на улице.
По сообщению президента страны, 7000 трупов было похоронено в братских могилах. Поступали сообщения, что в некоторых местах жители, не получающие помощи, в знак протеста создают на дорогах заграждения из трупов.
В аэропорту хотели приземлиться больше самолётов, чем способны обслужить и разгрузить наземные службы. Продовольственные склады ООН в городе были разграблены. Представители бразильской армии предложили обеспечивать охраной колонны с помощью, чтобы избежать их разграбления.
Президент США Барак Обама пообещал выделить в помощь Гаити 100 миллионов долларов.
Госсекретарь США Хиллари Клинтон объявила об отмене своей поездки в Азию в связи с трагедией на Гаити.
Швеция, Панама, страны СНГ и Всемирная продовольственная программа обратились к МЧС России с просьбой оказать содействие в доставке грузов до Порт-о-Пренс. Также Сергей Шойгу распорядился организовать в течение 12 часов каналы поставки гуманитарной помощи из Гаваны и Каракаса. В связи с тем, что Швеция планирует доставлять на Гаити большое количество крупногабаритных грузов, было принято решение задействовать самолёт Ан-124 «Руслан». Российские спасатели обеспечены медикаментами и продовольствием на 10 суток.
Катастрофа также заставила пойти на компромисс Кубу и США. Американские власти получили от Кубы разрешения на пролёт через её территорию военно-транспортных самолётов для эвакуации выживших в результате землетрясения, что сокращает путь между США и Гаити на полтора часа.
Гуманитарные организации Франции собрали 6,5 миллионов евро пожертвований для оказания помощи пострадавшим в результате землетрясения. Французский Красный Крест объявил, что получил 2,2 миллиона евро, из которых 1,2 миллиона через интернет, а ещё 1 миллион вложила компания «Total». Такие организации, как «Врачи мира» и «Врачи без границ» получили по 400 тысяч евро.

### 16 января
По данным, приведённым в этот день, в результате катастрофы погибло около 140 тысяч человек, ещё 3 миллиона остаются без воды и продовольствия. Из-за непрекращающейся жары трупы, находящиеся под завалами, разлагаются, что значительно усугубляет обстановку. ООН оценивает ущерб в 500 миллионов долларов. На следующий день планируется прибытие Генерального Секретаря ООН Пан Ги Муна и госсекретаря США Хилари Клинтон.
Министр внутренних дел Гаити заявил, что уже было похоронено около 50 тысяч тел, и что общее количество погибших может быть «от 100 до 200 тысяч человек». По оценкам, разрушено от 30 % до 50 % зданий в столице. В городе появились вооружённые мародёры, из разрушенной тюрьмы бежало 4000 преступников. Сообщается, что люди грабят друг друга и отбирают еду, другие покидают город в поисках еды и пищи, те, кто не способен это сделать, умирают прямо на улице от недостатка воды, пищи и от ран. Армия США отказалась сбрасывать упаковки с едой и водой с воздуха, поскольку это, по её мнению, может привести к беспорядкам.
В аэропорту Порт-о-Пренса, взятом под контроль армией США, приземляется ежедневно по 200 самолётов. В основном это самолёты армии США, которые занимаются доставкой войск и оборудования и эвакуацией из страны граждан США и иностранных государств. В то же время самолётам других стран и благотворительных организаций с грузами гуманитарной помощи не дают приземлиться, многие из них перенаправляются в аэропорт Санто-Доминго.
Спасателям удалось извлечь из-под завалов десятки человек, однако под завалами могут находиться тела десятков тысяч людей.
Распределение помощи и спасательные работы по-прежнему осложняются завалами на дорогах, проблемами со связью, электроснабжением, отсутствием горючего для грузовиков, мародёрством и отсутствием координации действий между различными организациями.
Министром внутренней безопасности США Джанет Наполитано было объявлено, что десятки тысяч нелегальных иммигрантов из Гаити, находившихся на момент бедствия в Америке, смогут остаться в США с правом на работу не менее чем на 18 месяцев. Им также планируется облегчить порядок перевода денег для родственников на Гаити.

### 17 января
Из-под завалов были спасены 5 человек. По-прежнему имеются проблемы с доставкой помощи нуждающимся. Сообщается, что всего в миле от аэропорта в доме престарелых люди умирают от голода и обезвоживания. Вертолёты армии США доставляют гуманитарную помощь из аэропорта Порт-о-Пренса по воздуху. При этом раздача воды и продовольствия плохо организована. Его просто бросают в толпу. Генеральный секретарь ООН Пан Ги Мун прибыл на Гаити. Он посетил лагерь выживших в землетрясении у президентского дворца. Толпа встретила его криками «Где еда?» и «Где помощь?». В городе продолжаются случаи мародёрства. Двое мародёров были убиты полицией.
Корреспондент Би-би-си, побывавший в районе эпицентра землетрясения, сообщает, что разрушений и жертв там ещё больше, чем в столице, и описал ситуацию как «апокалиптическую».
Бразилия, Франция и благотворительные организации обвиняют США в том, что армия США, взяв под контроль аэропорт в Порт-о-Пренсе, не позволяет их самолётам с помощью и спасательными командами приземлиться. Самолёты часами кружат над аэропортом или перенаправляются в Доминиканскую республику. Президент Венесуэлы Уго Чавес обвинил США в «скрытой оккупации» Гаити. По его мнению, США должны посылать в страну не войска, а помощь и госпитали.

### 18 января
ЕС объявил, что выделит Гаити около 600 миллионов евро в качестве помощи.
В Гаити прибыл корабль ВМС США USS Bataan с 2200 морскими пехотинцами на борту. На корабле имеется тяжёлая техника для разбора завалов, 12 вертолётов и медицинское оборудование. По словам американских спасателей, в воскресенье из-под завалов были извлечены 10 человек, а за последние несколько дней всего было спасено около 70 человек.
Около 70 000 погибших во время землетрясения уже похоронено. В Порт-о-Пренсе продолжаются беспорядки и случаи мародёрства, население лишено самого необходимого. Войска США и ООН разогнали гаитян, столпившихся у ворот аэропорта, с помощью резиновых дубинок.
По словам международных благотворительных организаций, гаитяне продолжают умирать из-за того, что спасательные операции плохо организованы, и на местах царит хаос. В создавшейся ситуации обвиняют, в частности, американцев. В результате плохой организации и проблем с безопасностью могут умереть сотни человек, чьей смерти можно было бы избежать.
Ситуация с продовольствием и медикаментами накаляется всё сильнее и сильнее. За провиантом и за бензином люди выстраиваются в многокилометровые очереди, в которых они готовы растерзать друг друга. Новые лекарства поставляются очень медленно. Трупы оставляют буквально в 200 метрах от госпиталей так, чтобы их не было видно, однако запах трупного разложения скрыть невозможно.

### 19 января
Армия США приступила к сбрасыванию контейнеров с водой и питанием с военных самолётов, несмотря на то, что ранее она отказывалась от такой тактики, опасаясь, что это вызовет беспорядки. Сообщается, что к северо-востоку от Порт-О-Пренса с военных самолётов было сброшено 14 000 порций готовой еды и 15 000 литров воды. Армия США собирается продолжить сброс контейнеров с помощью в различных районах Гаити. Десантники США взяли под контроль район президентского дворца в Порт-о-Пренсе. Французский министр Ален Жуандэ заявил, что США «оккупируют» Гаити, и потребовал от ООН прояснить полномочия США. Представитель сил США полковник Кейн заявил, что речь идёт не о вторжении, а о спасательной операции.
Правительство Гаити и президент работают в здании полицейского участка недалеко от аэропорта Порт-О-Пренса. На улицах города появилась коммерческая активность, начали продаваться продукты питания, хотя цены в 2 раза выше, чем до землетрясения.
По-прежнему продолжают поступать сообщения о проблемах с безопасностью. Однако один из западных докторов, работающий в центральном госпитале Порт-О-Пренса, заявил, что абсолютно никаких проблем с безопасностью нет и что ложные и основанные на слухах сообщения о возможности грабежей и беспорядков только замедляют оказание помощи. По его мнению, ложные сообщения о проблемах с безопасностью вызваны расизмом. Между тем, Генеральный секретарь ООН Пан Ги Мун рекомендовал Совету Безопасности направить на Гаити ещё 3,5 тысячи миротворцев для помощи полиции и войскам в борьбе с мародёрами. Воровство и грабежи достигли невиданных пределов:

Единственный промысел, который здесь существует, это мародёрство.

В качестве оружия в ход идёт всё — пила, палка и, конечно, всякие мачете и огнестрельное оружие, которое носят под одеждой.
Терпение людей иссякает, а все составляющие насилия налицо: полный город отчаявшихся людей, при этом — присутствие значительного криминального элемента, а также традиция применения насилия. В этом свете перспективы Гаити выглядят тревожно.

Если анархия пойдёт дальше, американским войскам придётся патрулировать улицы, а их спасательная миссия будет выглядеть всё больше как полномасштабная военная операция.— Метт Фрай, корреспондент BBC.
По прежнему продолжаются поиски выживших под завалами. Представитель ООН заявила, что с момента землетрясения было спасено 90 человек. По её словам, ещё сохраняется надежда спасти людей из под завалов, чему способствует тёплый климат, основная опасность для находящихся в завалах — обезвоживание.
Многие страны намерены облегчить и ускорить процесс усыновления сирот с Гаити для своих граждан. Ещё до землетрясения в Гаити было около 380 000 сирот.
19 января был выпущен специальный благотворительный музыкальный диск «Music for Relief: Download to Donate for Haiti» с песнями таких исполнителей как: Аланис Мориссетт, The All-American Rejects, Dave Matthews Band, Энрике Иглесиас, Hoobastank, Kenna, Linkin Park, Лупе Фиаско, Питер Гэбриэл, Слэш.
Главный гаитянский жрец вуду Макс Бовуар призвал президента страны Рене Преваля отказаться от захоронения жертв землетрясения в общих могилах, так как трупы, по его мнению, могут ожить.
На аукционе eBay появилась для продажи кукла вуду Пэта Робертсона, средства от продажи куклы будут направлены для оказания помощи пострадавшим от землетрясения.

### Благотворительный телемарафон в пользу пострадавших
22 января 2010 года с 20:00 до 22:00 (UTC-5) состоялся благотворительный телемарафон «Надежда для Гаити» (англ. Hope for Haiti Now: A Global Benefit for Earthquake Relief), в котором приняли участие многие знаменитости. Все средства (около 57 млн долларов), перечисленные зрителями в прямом эфире, а также те, которые будут получены после продажи аудио и видеозаписей через Интернет и обычные магазины, поступят в фонд помощи пострадавшим от землетрясения. Организатор — Джордж Клуни. Неполный список участников: Брэд Питт, Дензел Вашингтон, Джек Николсон, Джаред Лето, Билл Клинтон, Брюс Спрингстин, Мадонна, Шакира, Стинг.
Также более 110 знаменитостей общались в прямом эфире по телефону с дозвонившимися. В их числе Бен Аффлек, Дженнифер Энистон, Пенелопа Крус, Роберт Де Ниро, Леонардо Ди Каприо, Мел Гибсон, Том Хэнкс, Джулия Робертс, Ринго Старр и многие другие.
Это шоу транслировалось практически на весь мир:
- Интернет: YouTube[50], англ. CNN.com Live, англ. Bebo и др.[51];
- Северная Америка: США (на 32 каналах одновременно (включая юмористический Comedy Central и Канал Прогноза Погоды[англ.]), не считая интернет-вещания)[52], Канада (на 7 каналах)[53];
- Латинская Америка (12 телеканалов);
- Западная Европа: Австрия, Бельгия (на 4 каналах), Франция (на 2 каналах), Германия (на 4 каналах), Ирландия (на 9 каналах), Италия, Нидерланды (на 7 каналах), Португалия[54], Великобритания (на 8 каналах);
- Скандинавия: Дания (на 2 каналах)[55], Финляндия, Норвегия (на 3 каналах)[56], Швеция (на 5 каналах)[57][58];
- Восточная Европа: Болгария, Грузия (на каналах Имеди и Рустави 2), Россия (на канале MTV Россия), Чехия, Венгрия (на 3 каналах), Македония (на 4 каналах), Польша, Румыния[59], Сербия, Словакия, Словения, Украина;
- Азия: Гонконг (на 2 каналах), Индия, Индонезия, Израиль (на 5 каналах), Турция (на 4 каналах);
- Австралия[60].

### 31 марта
31 марта страны-доноры и международные благотворительные организации решили выделить 9,9 млрд долл. на восстановление пострадавшей от землетрясения Гаити. В ближайшие 24 месяца из этих средств Гаити будет выделено 5,3 млрд долл. Готовность к выделению 9,9 млрд долл. «в течение следующих трёх лет и далее» выразили около 50 стран. Эта сумма более чем в два раза превышает размер необходимой помощи, озвученный правительством островного государства. Власти Гаити ранее заявляли, что в течение ближайших двух лет они рассчитывают получить от доноров 3,8 млрд долл.

## Роль любительской радиосвязи
В условиях разрушения инфраструктуры, необходимой для функционирования традиционных средств связи, неоценимую помощь в координации спасательных работ на Гаити оказала любительская радиосвязь.